# Сен-Мартен-де-Боссене
Сен-Марте́н-де-Боссене́ (фр. Saint-Martin-de-Bossenay) — коммуна во Франции, находится в регионе Шампань — Арденны. Департамент — Об. Входит в состав кантона Ромийи-сюр-Сен-1. Округ коммуны — Ножан-сюр-Сен.
Код INSEE коммуны — 10351.
Коммуна расположена приблизительно в 110 км к юго-востоку от Парижа, в 80 км юго-западнее Шалон-ан-Шампани, в 33 км к северо-западу от Труа.

## Население
Население коммуны на 2008 год составляло 385 человек.
| 1962 | 1968 | 1975 | 1982 | 1990 | 1999 | 2008 |
| ---- | ---- | ---- | ---- | ---- | ---- | ---- |
| 285  | 309  | 317  | 324  | 309  | 316  | 385  |

## Экономика
В 2007 году среди 234 человек в трудоспособном возрасте (15—64 лет) 170 были экономически активными, 64 — неактивными (показатель активности — 72,6 %, в 1999 году было 70,4 %). Из 170 активных работали 155 человек (83 мужчины и 72 женщины), безработных было 15 (7 мужчин и 8 женщин). Среди 64 неактивных 28 человек были учениками или студентами, 18 — пенсионерами, 18 были неактивными по другим причинам.

## Фотогалерея

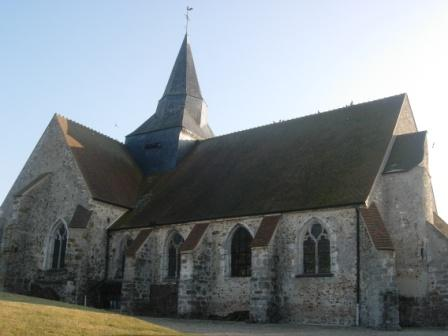
Церковь
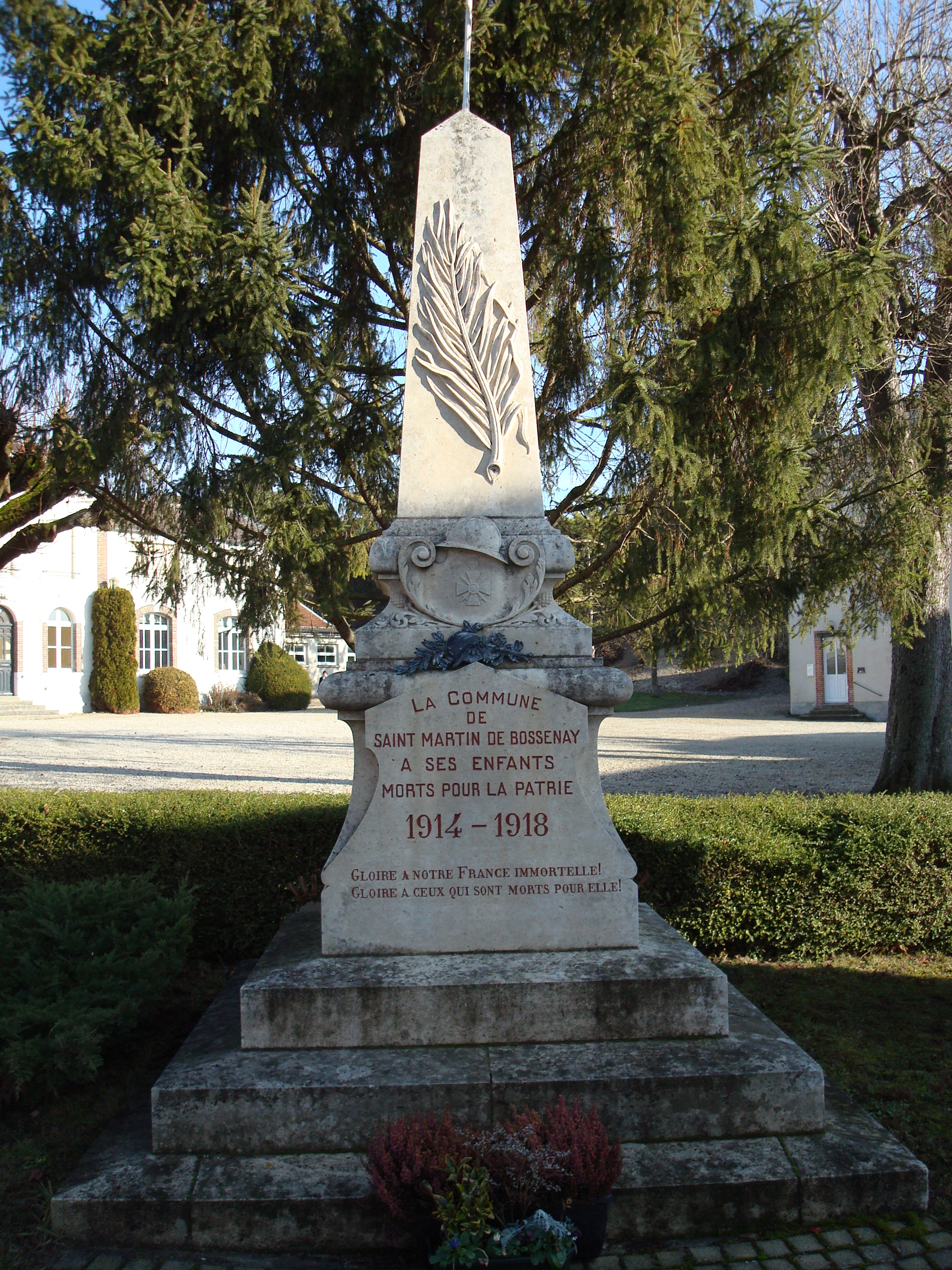
Памятник погибшим в Первой мировой войне
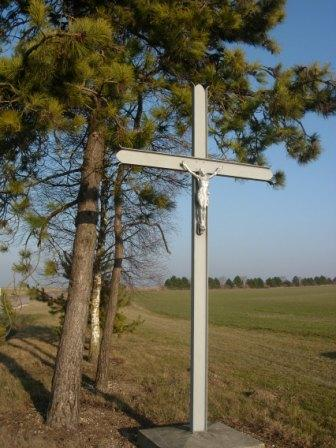
Придорожный крест
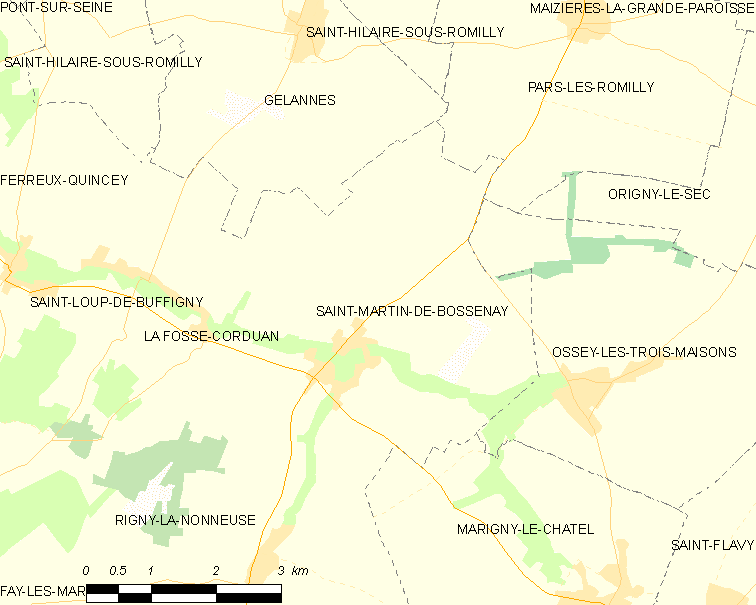
Карта коммуны